# 郭雪芙
郭雪芙（英語：Puff Kuo，1988年6月30日—），臺灣歌手、演員。曾為女子團體「Dream Girls」成員，2011年在電視劇《真愛找麻煩》中飾演黑道千金「黎兒」一角而獲得知名度。獲得2013至2015年的FHM臺灣百大美女冠軍。

## 早年
郭雪芙出生於臺北縣貢寮鄉（今新北市貢寮區）。父親長年在中華人民共和國工作，母親在她9歲時因病過世，她與妹妹分別被送到阿姨、舅舅家生活。

## 職業生涯

### 2008年：廣告事業
郭雪芙在2008年進入模特兒公司，因拍攝麥當勞雙魚堡廣告一炮而紅，接拍許多電視及平面廣告，成為廣告寵兒。

### 2010－2011年：Dream Girls、《真愛找麻煩》
郭雪芙與李毓芬、宋米秦簽約組成三人女子團體Dream Girls。
3月23日發表記者會Dream Girls正式出道，並於4月8日發行首張EP《美夢當前》。正式出道後，郭雪芙在同年年底出演了自己的第一部電視劇《真愛找麻煩》，在劇中飾演黑道千金「黎兒」一角而知名度大增。

### 2012年：跨足大銀幕
與陳柏霖、陳意涵、修杰楷合作演出電影《BBS鄉民的正義》；7月參演電視劇《螺絲小姐要出嫁》；12月7日Dream Girls發行第二張團體EP《Girl's talk》。

### 2013年：《就是要你愛上我》
與陳柏霖、敖犬、邱彥翔、陳庭萱（Popu Lady成員）聯袂主演的電影《變身》於1月上映；與炎亞綸搭檔主演的電視劇《就是要你愛上我》於6月播出，這也是郭雪芙首次擔任電視劇第一女主角；同年12月27日Dream Girls發行首張正規專輯《美麗頭條》。

### 2014－2015年：《我們結婚了 世界版》
郭雪芙參加韓國實境節目《我們結婚了 世界版》，與Super Junior成員希澈搭檔展開假想婚姻生活，於4月播出；同年，郭雪芙與劉以豪、賴琳恩、簡宏霖共同主演三立華劇《喜歡·一個人》於5月播出。
2015年因手部舊疾而減少戲劇工作休養身體，但仍接下眾多廣告代言；5月參演單元劇《滾石愛情故事-我是真的付出我的愛》，於2016年4月播出。

### 2016－2017年：《火星情報局》
2016年4月首次挑戰主持工作，成為汪涵帶領的優酷綜藝節目《火星情報局》中的固定成員「副局長」，在中國大陸逐漸展開知名度，陸續接演《我曾愛過你，想起就心酸》、《相愛穿梭千年2：月光下的交換》等多部電視劇及電影。

### 2018年：個人EP、寫真書
郭雪芙出道十周年，在她的30歲生日前夕6月29日推出首張個人EP《LOVE樂芙》，並於7月推出個人首本寫真書《蛻變Reborn》。8月底與劉以豪二度合作主演電視劇《我們不能是朋友》。

### 2021年：《華燈初上》
台灣網路劇作，三部曲形式，由Netflix全球獨家上線

### 2023年：《光露營就很忙了》《光開門就很忙了》
TVBS與百聿數碼合作出品，是華燈初上延伸節目，光系列節目之光露營就很忙了、光開門就很忙了，由豐采文創有限公司、豐禾創意媒體有限公司、承影傳播有限公司聯合製作的實境節目。也是Netflix首次購下台灣無腳本節目（unscripted series）全球版權的節目

### 2024年：暫別演藝圈
在結束年假後，她暫別演藝圈，飛往英國一圓遊學夢，過去曾笑虧「這個年紀了，再不去就老了」，原先預計要爭取1年的時間，礙於工作僅能安排3個月，經紀人透露，此行有妹妹及好友相陪，提前出發處理住宿、採買生活用品等，遊學事宜主要由她本人打理，一心想要學好英文的她，每週5天全安排課程「上好上滿」。這段時間她也持續精進英文實力，她當時坦言期待出國有豔遇，鬆口不排斥異國戀，能遇到單純喜歡她的人，笑說「前提還是要帥哥」。

## 演出作品

### 電視劇/網路劇
| 播出年份 | 劇名                                   | 首播電視台             | 飾演           | 性質     |
| 2011     | 《真愛找麻煩》                         | 三立、東森             | 黎兒           |          |
| 2012     | 《螺絲小姐要出嫁》                     | 台視、三立、東森       | 江薇安(Vivian) |          |
| 2013     | 《原來是美男》                         | 民視、八大             | 郭雪芙         | 客串     |
| 2013     | 《就是要你愛上我》                     | 三立、東森             | 程亮亮         | 女主角   |
| 2014     | 《喜歡·一個人》                        | 三立、東森             | 杜凱琪         | 女主角   |
| 2016     | 《滾石愛情故事-我是真的付出我的愛》    | 公視                   | 程思艾         | 女主角   |
| 2016     | 《相愛穿梭千年2：月光下的交換》        | 湖南衛視、芒果TV       | 方紫儀         |          |
| 2018     | 《媚者无疆》                           | 優酷                   | 流光           |          |
| 2018     | 《我曾愛過你，想起就心酸》(2016年拍攝) | 愛奇藝                 | 楊沫           |          |
| 2019     | 《我們不能是朋友》                     | 八大、台視 、Netflix   | 周惟惟         | 女主角   |
| 2020     | 《因為我喜歡你》                       | 八大、台視             | 陳子彤         | 女主角   |
| 2020     | 《浪漫輸給你》                         | 台視、三立             | 柳慕霜         | 客串     |
| 2021     | 《20年的約定》                         | 亞洲心動娛樂           | 柯以晴         |          |
| 2021     | 《華燈初上》                           | Netflix                | 王愛蓮(Aiko)   |          |
| 2022     | 《正義的算法》                         | Disney+、bilibili      | 林小顏         | 女主角   |
| 2022     | 《她和她的她》                         | Netflix                | 可可           | 客串     |
| 2023     | 《W劇場：因為你如此耀眼》              | 東森戲劇台、TVBS歡樂台 | 周昕星         | 女主角   |
| 2023     | 《此時此刻》                           | Netflix                | 楊蒨蒨         | 女主角   |
| 2024     | 《不如海邊吹吹風》                     | AXN、Hami Video        | 李海諾         | 女主角   |
| 2025     | 《成功路上》                           | 華視主頻、公視台語台   | 姜素芬         | 特別演出 |
| 待播出   | 《永生密碼一九七》                     | 八大電視、東森電視     |                |          |
| 待播出   | 《一見不傾心》(2017年拍攝)             | 愛奇藝                 | 李芸熙         | 主演     |
| 待播出   | 《夢回朝歌》(2017年拍攝)               | 愛奇藝、芒果TV         | 燕久           | 客串     |

### 電影
| 上映年份 | 片名                         | 飾演   |
| 2012     | 《BBS鄉民的正義》            | 藍苡晴 |
| 2013     | 《變身》                     | 蘇盈盈 |
| 2019     | 《古窯迷踪》                 | 張小妍 |
| 2021     | 《揭大歡喜》                 | 羅琳   |
| 2023     | 《新包青天之蝶殺》(網路電影) | 凌瀟   |
| 2023     | 《新包青天之冰魄》(網路電影) | 凌瀟   |
| 2023     | 《山中森林》                 | 愛麗絲 |
| 2025     | 《泥娃娃》                   |        |

### 綜藝節目
| 播出期間                 | 節目名稱                     | 首播電視台                      | 性質                           |
| 2014年4月5日－7月12日    | 《我們結婚了 世界版 第二季》 | MBC every1（韓國）、FOX（臺灣） | 固定嘉賓：與金希澈搭檔假想夫婦 |
| 2016年4月8日－6月24日    | 《火星情報局 第一季》        | 優酷網路綜藝                    | 助理主持人：副局長             |
| 2016年11月4日－1月20日   | 《火星情報局 第二季》        | 優酷網路綜藝                    | 助理主持人：副局長             |
| 2017年7月1日－9月22日    | 《火星情報局 第三季》        | 優酷網路綜藝                    | 助理主持人：副局長             |
| 2018年10月12日－12月28日 | 《火星情報局 第四季》        | 優酷網路綜藝                    | 助理主持人：副局長             |
| 2023年4月16日－6月18日   | 《光露營就很忙了》           | TVBS歡樂台、台視主頻            | 節目固定成員                   |
| 2023年6月25日－9月17日   | 《光開門就很忙了》           | TVBS歡樂台、台視主頻            | 節目固定成員                   |

### 微電影
- 2012年 Dream Girls首部微電影《減嘆日記》
- 2012年 全家微電影《康健霓小姐的愛情》
- 2012年 郭雪芙微電影《You never alone》
- 2013年【財政部 公益彩券 愛的五部曲】分享愛 第一部曲《愛的心田》

### 音樂錄影帶
| 年度 | 歌手       | 歌曲名稱                   |
| 2008 | 張棟樑     | 〈寂寞那麼多〉             |
| 2008 | 許仁杰     | 〈夢見〉                   |
| 2009 | 唐禹哲     | 〈新歌〉                   |
| 2009 | 許志安     | 〈如果...如果...〉         |
| 2010 | 房祖名     | 〈若無其事〉               |
| 2010 | 周蕙       | 〈守護者〉                 |
| 2010 | 江蕙       | 〈黑咖啡〉                 |
| 2010 | 江蕙       | 〈老樂師〉                 |
| 2011 | Lollipop@F | 〈戰利品〉                 |
| 2011 | 李恭       | 〈蒲公英〉                 |
| 2012 | 嚴爵       | 〈你是我的déjà vu〉        |
| 2013 | 明道       | 〈突然好想愛她〉           |
| 2014 | 炎亞綸     | 〈一刀不剪 舞蹈版〉        |
| 2014 | 炎亞綸     | 〈擋不住的太陽〉           |
| 2015 | 黃鴻升     | 〈我來自那顆星〉           |
| 2017 | 陳零九     | 〈阿不然現在是怎樣〉       |
| 2023 | 五堅情     | 〈你是我這輩子最想愛的呀〉 |
| 2024 | 周興哲     | 〈想念你想我〉             |
| 2024 | 周興哲     | 〈永不結束的情人節〉       |

## 音樂作品
- 註：團體部分請參見「Dream Girls」

### EP
| 次序 | 專輯資料                                                    | 曲目                                         |
| ---- | ----------------------------------------------------------- | -------------------------------------------- |
| 1st  | 《LOVE樂芙》 - 發行日期：2018年6月29日 - 唱片公司：寬宏音樂 | 曲目 1. I Love You 2. 在天真告別之前 3. 愛過 |

### 單曲
| 單曲名稱         | 專輯名稱                  | 合唱對象 | 附註 |
| ---------------- | ------------------------- | -------- | --- |
| 結巴             | 步步驚情電視原聲帶        | 嚴爵     | 實體專輯於臺灣2014年4月25日發行，《步步驚情》插曲                                                       |
| 阿不然現在是怎樣 | 敢不敢                    | 陳零九   | 參與歌詞創作、演唱                                                                                      |
| 同一個氣息       |                           |          | 2021年【宅潮防疫】20位網紅藝人宅唱《同一個氣息》3.0 獻聲前線醫護人員祈確診數「歸零」                    |
| ost cover        | 中英日韓四種語言OST cover | 邱勝翊   | 2021年參與製作 張與辰《孤單又燦爛的神：鬼怪》日本動漫《鬼滅之刃》電影《暮光之城》《她們創業的那些鳥事》 |
| How am I         |                           |          | 2024年參與歌詞創作、演唱                                                                                |
| Be Mine          |                           |          | 《不如海邊吹吹風》影集片尾曲                                                                            |

## 出版作品

### 書籍、寫真
| 出版日期      | 書名                                  | 作者                              | 出版社     |
| ------------- | ------------------------------------- | --------------------------------- | ---------- |
| 2014年12月5日 | 《華麗奔跑：Dream Girls勇敢追夢之旅》 | Dream Girls宋米秦、李毓芬、郭雪芙 | 資料夾文化 |
| 2018年7月26日 | 《蛻變Reborn》                        | 郭雪芙                            | 愛貝克思   |
| 2024年6月30日 | 《擁抱過去的我》                      | 郭雪芙                            | 商周出版   |

## 獎項

### 蘋果娛樂大賞
| 年份   | 獲提名 | 獎項                                | 結果 |
| ------ | ------ | ----------------------------------- | ---- |
| 2012年 |        | 第3屆蘋果娛樂大賞最受歡迎宅男女神獎 | 獲獎 |

### 華劇大賞
| 年份   | 獲提名                           | 獎項                                    | 結果 |
| ------ | -------------------------------- | --------------------------------------- | ---- |
| 2013年 | 《就是要你愛上我》               | 第2屆華劇大賞觀眾票選最受歡迎戲劇節目獎 | 獲獎 |
| 2013年 | 炎亞綸、郭雪芙《就是要你愛上我》 | 第2屆華劇大賞最佳螢幕情侶獎             | 獲獎 |
| 2014年 | 劉以豪、郭雪芙《喜歡·一個人》    | 第3屆華劇大賞最佳接吻獎                 | 獲獎 |
| 2014年 | 郭雪芙                           | 第3屆華劇大賞最佳華流明星獎             | 獲獎 |

### 金鐘獎
| 年份   | 頒獎典禮     | 獎項             | 入圍戲劇     | 角色   | 結果 |
| ------ | ------------ | ---------------- | ------------ | ------ | ---- |
| 2024年 | 第59屆金鐘獎 | 戲劇節目女主角獎 | 《此時此刻》 | 楊蒨蒨 | 提名 |

## 票選
- 2012年 FHM《百大性感美女（臺灣區）》第四名
- 2013年 FHM《百大性感美女（臺灣區）》第一名
- 2014年 FHM《百大性感美女（臺灣區）》第一名
- 2015年 FHM《百大性感美女（臺灣區）》第一名
- 2016年 FHM《百大性感美女（臺灣區）》第二名（加總分數與第一名同分，最終名次以網路票選排名決定）[3]

## 雜誌
- 《BEAUTY 美人圈》（2022年6月號專訪）
- 《TVSHOW》（2023年8月封面人物）
- 《BEAUTY 美人圈》（2024年7月號封面人物）

## 時尚活動
- 2023年  巴黎時裝周

## 粉絲見面會
- 2024年9月15日  擁抱郭雪芙同樂會

## 外部連結
- 郭雪芙的Facebook專頁
- 郭雪芙的新浪微博
- 郭雪芙的Instagram帳戶
- YouTube上的郭雪芙Puff FuFu頻道
- 郭雪芙在台灣電影網上的資料（繁體中文）